# Barbus janssensi
Barbus janssensi är en fiskart som beskrevs av Poll, 1976. Barbus janssensi ingår i släktet Barbus och familjen karpfiskar. IUCN kategoriserar arten globalt som livskraftig. Inga underarter finns listade.